# Баранов, Александр Александрович (педиатр)
Алекса́ндр Алекса́ндрович Бара́нов (род. 15 июля 1941, Арзаматово, Кировская область) — советский и российский врач-педиатр, доктор медицинских наук, профессор. Действительный член РАМН (1995) и РАН (2011), член Президиума РАН. Полный кавалер ордена «За заслуги перед Отечеством».

## Биография
Окончил Казанский государственный медицинский институт (1964), позднее работал в Горьковском НИИ педиатрии. В 1977 году защитил докторскую диссертацию «Эпидемиология и организационные принципы лечения неинфекционных заболеваний органов пищеварения у детей». Заместитель министра (1987—1991), первый заместитель министра здравоохранения СССР (1991).
- С 1992 года — президент Международного фонда охраны здоровья матери и ребёнка.
- С 1994 года — председатель Исполкома Союза педиатров России[2].
- С 31 января 1994 по февраль 2005 года — член Научного совета при Совете Безопасности Российской Федерации.
- В 1996 году назначен директором НИИ гигиены и профилактики заболеваний детей, подростков и молодёжи, позднее переименованного в Научный центр охраны здоровья детей и подростков РАМН (НЦОЗДП). В 1998 году возглавил Научный центр здоровья детей РАМН, созданный на основе объединения НЦОЗДП и НИИ педиатрии. С 1999 по 2011 год — директор центра.
- С 15 ноября 2005 года — член Общественной палаты РФ от общероссийских общественных объединений.
- С апреля 2010 года — вице-президент Национальной медицинской палаты.
- С 3 марта 2011 по 30 сентября 2013 года — вице-президент Российской академии медицинских наук.

Автор около 500 научных работ, из них более 40 монографий, учебников, руководств.
С 1992 года возглавляет кафедру детских болезней Московской медицинской академии им. И. М. Сеченова, с 2005 по 2010 год — кафедру педиатрии с курсом детской ревматологии факультета послевузовского профессионального образования педиатров ММА, с 2010 года — заведующий кафедрой педиатрии и детской ревматологии педиатрического факультета 1-го МГМУ им. И. М. Сеченова. Под его руководством защищены 41 докторская и 43 кандидатские диссертации.
Главный редактор журналов «Российский педиатрический журнал», «Вопросы современной педиатрии», председатель специализированного диссертационного совета, член Совета при Президенте Российской Федерации по науке, технологиям и образованию.
Супруга — педиатр-аллерголог Л. С. Намазова-Баранова (род. 1963); есть две дочери.

## Награды и звания
- Орден «За заслуги перед Отечеством» I степени (3 октября 2021)[5]
- Орден «За заслуги перед Отечеством» II степени (20 декабря 2016)[6]
- Орден «За заслуги перед Отечеством» III степени (2 ноября 2010)[7]
- Орден «За заслуги перед Отечеством» IV степени (10 августа 2006)
- Орден Почёта (12 июля 2001)[8]
- Орден Трудового Красного Знамени
- 14 октября 2012 года — Почётное звание «Рыцарь детства»[9].